# Џо Елиот
Џозеф Томас Елиот (енгл. Joseph Thomas Elliott; Шефилд, 1. август 1959) енглески је музичар, најпознатији као певач и фронтмен хард рок групе Def Leppard. Такође је био певач трибјут бенда Дејвида Боуија, Cybernauts, и групе Down 'n' Outz. Елиот је познат по свом храпавом гласу широког распона.